# Figure for Landscape
Figure for Landscape är en bronsskulptur av Barbara Hepworth, som modellerades 1960 och som gjutits i sju exemplar, troligen 1965.
Skulpturen är 2,6 meter hög, 1,25 meter bred och 675 centimeter djup. Den väger 761 kilogram.
Skulpturen har inte en betonad människokroppsform, men antyder konturerna av ett huvud och en kropp. Den använder, liksom flera andra av Barbara Hepwoths skulpturer, ett spel mellan positiva och negativa ytor. Den har tolkats som en abstrakt gestaltning av mor och barn.

## Lokaliseringar av skulpturen
- Barbara Hepworth Museum (Tate St Ives) i St Ives i Cornwall i Storbritannien
- Hirshhorn Museum and Sculpture Garden, i Washington, D.C. i USA
- The Queen’s Building Lawn, Streatham Campus, University of Exeter, i Exeter i Storbritannien, rest 1965
- J. Paul Getty Museum i Los Angeles i USA,
- May S Marcy Sculpture Garden, vid San Diego Museum of Art i San Diego i USA
- Tate Gallerys samlingar, London i Storbritannien
- Ett exemplar stod tidigare utanför Kunsthall Stavanger vid Madlaveien i Stavanger i Norge, rest november 1968, nedtagen av Stavanger Kunstforening 18 april 2014[2] Såld på Christie's för 4 170 500 pund i juni samma år.[3]

## Kontrovers omFigure of landscapei Stavanger

### Inköp
Figure for Landscape inköptes 1968 av Stavangers Kunstforening, som ursprungligen hade erhållit 40 000 norska kronor från Stavangers kommun för att inköpa en skulptur. Barbara Hepworth skulptur skulle kosta 190 000 NKR, men hon sade sig villig att sälja den för 80 000 NKR, därför att hon "gärna ville att Norge skulle ha ett av hennes verk". Kommunstyrelsens formannskap beviljade då de resterande 40 000 NKR.
I ett markbyte fick också Stavangers Kunstforening fick nedersta delen av Erling Skjalgssons gate som park i ersättning för tomtmark som använts för att utöka Madlaveien. Slutligen bekostade kommunen också markarbete för skulpturen framför konstföreningens byggnad uppgående till 11 000 NKR.

### Försäljning
Stavanger Kunstforening äger Stavanger Kunsthall, vilken var i behov av medeltillskott för renovering och drift. Av detta skäl har en försäljning av Figure for Landscape diskuterats under flera år, och föreningens styrelse tog ett enigt avyttringsbeslut i augusti 2014. Skulpturen monterades ned i april 2014 för att transporteras till London för försäljning på auktionshuset Christie's. Frågan väckte kontrovers i Stavanger våren 2014. Bland annat har advokaten Kirsten Clausen tillskrivit auktionshuset och varnat för att försäljningen kan vara olaglig med motiveringen att äganderätten till skulpturen är oklar. I juni samma år klubbades Figure for Landscape för 4 170 500 pund, vilket var en rekordnotering för ett verk av Barbara Hepworth.